# Harmon (Dakota del Norte)
Harmon es un lugar designado por el censo ubicado en el condado de Morton en el estado estadounidense de Dakota del Norte. En el censo de 2010 tenía una población de 145 habitantes y una densidad poblacional de 35,73 personas por km².

## Geografía
Harmon se encuentra ubicado en las coordenadas 46°57′16″N 100°57′25″O / 46.95444, -100.95694. Según la Oficina del Censo de los Estados Unidos, Harmon tiene una superficie total de 4.06 km², de la cual 4.06 km² corresponden a tierra firme y (0%) 0 km² es agua.

## Demografía
Según el censo de 2010, había 145 personas residiendo en Harmon. La densidad de población era de 35,73 hab./km². De los 145 habitantes, Harmon estaba compuesto por el 99.31% blancos, el 0% eran afroamericanos, el 0.69% eran amerindios, el 0% eran asiáticos, el 0% eran isleños del Pacífico, el 0% eran de otras razas y el 0% pertenecían a dos o más razas. Del total de la población el 0% eran hispanos o latinos de cualquier raza.